# 2minuti
2minuti è un singolo del cantautore italiano Calcutta, pubblicato il 20 ottobre 2023 come primo estratto dal quarto album in studio Relax.
La canzone è stata inserita da Recensiamo Musica tra le 100 canzoni indie più belle del 2023.

## Tracce
Testi e musiche di Edoardo D'Erme.
1. 2minuti – 3:34

## Classifiche

### Classifiche settimanali
| Classifica (2023) | Posizione massima |
| ----------------- | ----------------- |
| Italia            | 3                 |

### Classifiche di fine anno
| Classifica (2024) | Posizione |
| ----------------- | --------- |
| Italia            | 78        |